# Castelvetrano
Castelvetrano (sicilsky Castiḍḍuvitranu) je město v Itálii s 32 000 obyvateli. Nachází se na západě Sicílie a patři k Volnému sdružení obcí Trapani.
Město je známé díky produkci oliv odrůdy Nocellara del Belice a je členem asociace měst vyrábějících olivový olej. K místním produktům patří i víno, zelenina, citrusy, sýr Belicino a tmavý chleba ze semoliny.
Předchůdcem Castelvetrana bylo město Selinunte, založené Řeky v 7. století před naším letopočtem. Pozůstatky města tvoří největší archeologický park v Evropě. Před sjednocením Itálie zde existovalo Knížectví Castelvetrano. K památkám patří kostely Duomo di Santa Maria Assunta a Chiesa di San Domenico, radnice, divadlo Selinus, Palazzo Pignatelli a barokní kašna s nymfami. Nedaleko se nachází antický kamenolom Cave di Cusa.
Castelvetrano leží na železniční trati z Palerma do Trapani. Na řece Delia nedaleko města byla vybudována přehrada Lago della Trinità.
V Castelvetranu se narodil Giovanni Gentile.